# Wręczyca Wielka
Wręczyca Wielka [vrɛnˈt͡ʂɨt͡sa ˈvjɛlka] é uma aldeia localizada no condado de Kłobuck, voivodia de Silésia, no sul da Polônia. É a sede do distrito administrativo de Wręczyca Wielka. A aldeia tem uma população de 2 718 habitantes.